# Gymnastikhøjskolen i Ollerup
Gymnastikhøjskolen i Ollerup är en folkhögskola 7 km utanför Svendborg på Fyn i Danmark. Den grundades 1920 och var Danmarks första idrottshögskola. 
Skolan ger undervisning i 4, 5 eller 9 månader i ämnena spring-gymnastik, rytmisk gymnastik och dans. Skolan har också en linje som förbereder för polishögskolan och en linje för utländska elever - International Academy (INTAC).
Gymnastikhøjskolen i Ollerup är värd för kurser som arrangeras av Danmarks Gymnastik Forbund och även korta sommarkurser. 